# Łódzka Kolej Aglomeracyjna
Łódzka Kolej Aglomeracyjna – system kolei aglomeracyjnej w aglomeracji łódzkiej, obejmujący linie kolejowe w województwie łódzkim należące do sieci PKP Polskie Linie Kolejowe. Operatorem systemu jest Łódzka Kolej Aglomeracyjna Sp. z o.o. Działalność ŁKA skupia się na liniach łączących miasta satelickie z Łodzią. W weekendy między Łodzią a Warszawą uruchamiane są komercyjne pociągi ŁKA Sprinter, nie są one jednak formalnie częścią kolei aglomeracyjnej.

## Działalność
Budowa Łódzkiej Kolei Aglomeracyjnej została podzielona na dwa etapy. Pierwszy z nich został zrealizowany przy pomocy środków z Programu Operacyjnego Infrastruktura i Środowisko 2007–2013 przy udziale Funduszu Spójności Unii Europejskiej. Drugi projekt jest obecnie realizowany w ramach Regionalnego Programu Operacyjnego Województwa Łódzkiego na lata 2014–2020. Ten projekt jest współfinansowany ze środków Europejskiego Funduszu Rozwoju Regionalnego Unii Europejskiej.

### Etap I
Pierwszy etap projektu zakładał między innymi zakup 20 dwuczłonowych elektrycznych zespołów trakcyjnych z możliwością rozbudowy do trzech członów. Pociągi Stadler FLIRT³ zakupione w ramach projektu obsługują trasy z Łodzi do Koluszek, Kutna, Łowicza, Sieradza oraz linię Łódź Widzew – Łódź Kaliska. Wraz z pociągami zakupiono usługę ich utrzymania w nowoczesnym zapleczu technicznym wybudowanym obok stacji Łódź Widzew. Uruchomienie pierwszych połączeń nastąpiło 15 czerwca 2014 roku. Wartość projektu wyniosła 457 milionów złotych, a kwota dofinansowania 296 milionów złotych.

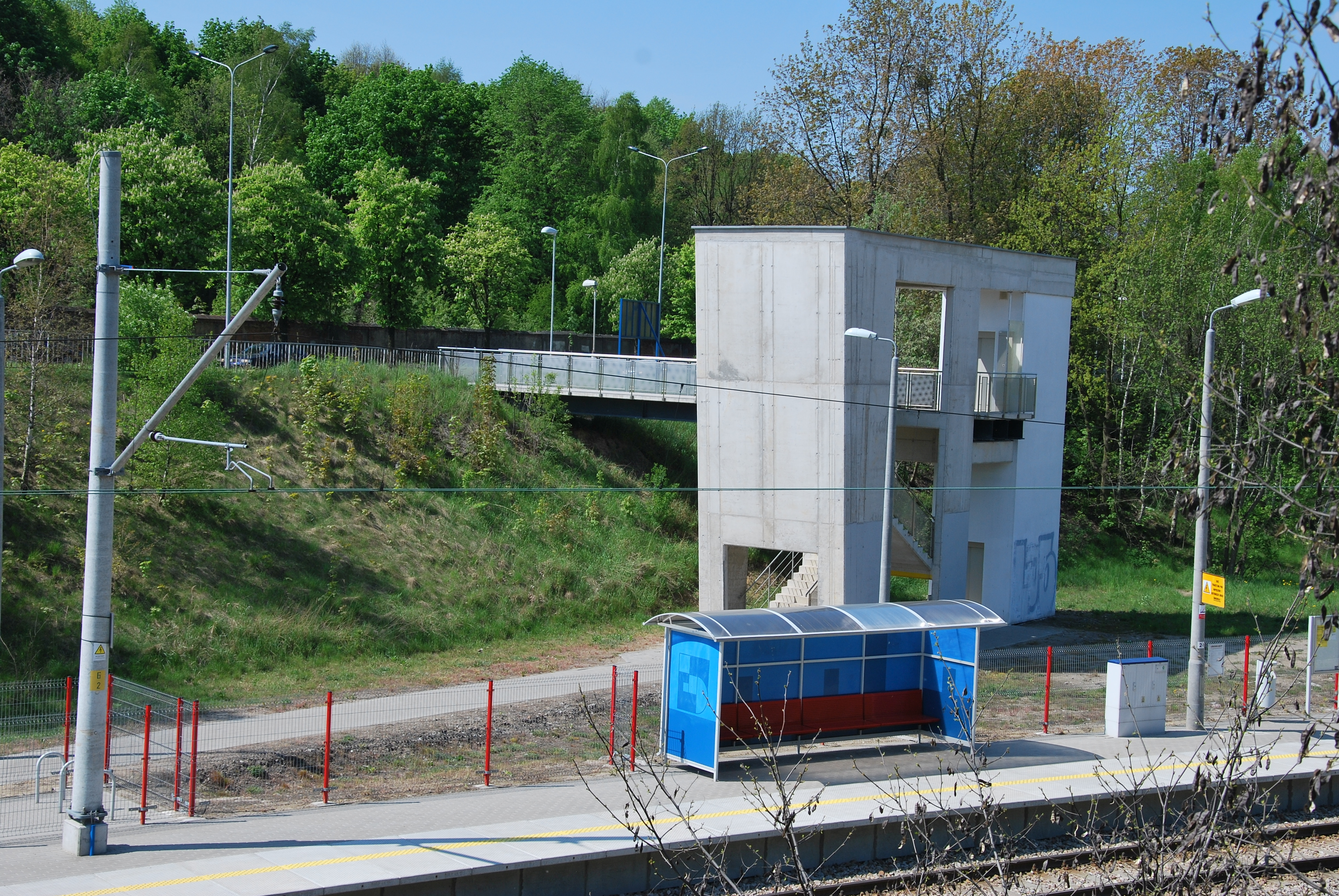
Łódź Marysin – jedna ze stacji wybudowanych w ramach projektu

W ramach równolegle prowadzonego projektu wyremontowano, rozbudowano, a także wybudowano nowe przystanki kolejowe na liniach kolejowych na obszarze aglomeracji łódzkiej, również przy udziale środków z Unii Europejskiej. Przy nich powstały przystanki autobusów podmiejskich i komunikacji miejskiej oraz parkingi dla samochodów i stojaki na rowery.
Przebudowane zostały następujące przystanki:
- na linii kolejowej nr 15 Bednary – Łódź Kaliska: Smardzew, Glinnik (relokacja przystanku), Swędów, Bratoszewice (relokacja przystanku), Stryków (wraz z budynkiem dworca), Głowno (wraz z budynkiem dworca)
- na linii kolejowej nr 16 Łódź Widzew – Kutno: Zgierz Północ, Zgierz Kontrewers, Grotniki, Chociszew

Wybudowane zostały przystanki:
- na linii kolejowej nr 15 Bednary – Łódź Kaliska: Łódź Radogoszcz Zachód, Glinnik Wieś, Domaniewice Centrum
- na linii kolejowej nr 16 Łódź Widzew – Kutno: Zgierz Jaracza, Ozorków Nowe Miasto
- na linii kolejowej nr 25 Łódź Kaliska – Dębica, odcinek Łódź Kaliska – Łódź Chojny: Łódź Pabianicka
- na linii kolejowej nr 540 Łódź Chojny – Łódź Widzew: Łódź Dąbrowa

### Etap II
W ramach drugiego etapu projektu zakupiono 14 trójczłonowych składów Newag Impuls II, których dostawy zostały przewidziane na lata 2018–2019. Wraz z pociągami została zakupiona również usługa ich utrzymania przez 12 lat. Zakupione pociągi pozwolą obsłużyć nowe trasy do Radomska przez Piotrków Trybunalski, Opoczna przez Tomaszów Mazowiecki oraz w relacji Skierniewice – Łowicz – Kutno.
W celu jak najszybszego poruszania się po centrum Łodzi pociągi pojadą tunelem średnicowym pod centrum miasta. Tunelem pojadą wszystkie główne linie, dodatkowo zostaną uruchomione wahadłowe linie ze stacji Łódź Widzew przez Łódź Fabryczną – W1 do Zgierza oraz W2 do Pabianic. Docelowo przez tunel średnicowy pociągi ŁKA mają przejeżdżać z częstotliwością poniżej 10 minut, aby zapewnić sprawną komunikację również w granicach miasta. Możliwe jest również uruchomienie pociągów w relacji Bełchatów – Złoczew.
Zostanie przeprowadzona modernizacja linii kolejowych w obrębie województwa, zostały już wybudowane nowe przystanki. Linia z Tomaszowa Mazowieckiego do Opoczna zostanie zelektryfikowana. W Łodzi powstały dwa nowe przystanki na linii Łódź Widzew – Zgierz: Łódź Radogoszcz Wschód i Łódź Warszawska. Na linii do Pabianic powstał przystanek Łódź Retkinia. W dłuższej perspektywie planowana jest budowa stacji Łódź Zarzew na linii obwodowej.

## Historia

### 2010–2011
- 29 czerwca 2010 w Urzędzie Marszałkowskim w Łodzi Marszałek Województwa Łódzkiego Włodzimierz Fisiak oraz Wicemarszałek Witold Stępień podpisali porozumienie z prezydentami i burmistrzami 12 miast (Łódź, Głowno, Koluszki, Kutno, Łask, Łęczyca, Łowicz, Ozorków, Pabianice, Stryków, Zduńska Wola i Zgierz), dotyczące podjęcia współpracy dla uruchomienia Łódzkiej Kolei Aglomeracyjnej[15][7].
- 7 kwietnia 2011 – Urząd Marszałkowski w Łodzi zatwierdził odrzucone wcześniej wnioski na remonty pociągów Przewozów Regionalnych i przystanków Łódzkiej Kolei Aglomeracyjnej. Ich sumaryczna wartość to ponad 66 mln zł[16].
- 29 kwietnia 2011 – podpisano w Urzędzie Marszałkowskim w Łodzi umowę o dofinansowanie projektu pod nazwą: „Budowa, przebudowa przystanków kolejowych na trasach Łódzkiej Kolei Aglomeracyjnej – poprawa dostępności komunikacyjnej poprzez utworzenie intermodalnych przystanków z Łódzką Koleją Aglomeracyjną – etap I”[17].
- 15 czerwca 2011 – PKP PLK ogłosiły przetarg na przebudowę 9 istniejących przystanków i budowę 8 nowych w ramach I etapu tworzenia systemu Łódzkiej Kolei Aglomeracyjnej[18]. Koszt tej części projektu wynosił 58,2 mln zł i został sfinansowany ze środków własnych PKP PLK S.A. (lidera projektu), PKP S.A., Gminy Miasta Łódź, Gminy Zgierz, Funduszu Kolejowego oraz – w 85% – z dofinansowania z Regionalnego Programu Operacyjnego Województwa Łódzkiego. W ramach przetargu zmodernizowane zostały również przejazdy kolejowo-drogowe.
- 21 lipca 2011 – Otwarto oferty w przetargu na I etap ŁKA, obejmujący przebudowę i budowę przystanków oraz przejazdów kolejowo-drogowych i samoczynnej sygnalizacji kolejowej[19].

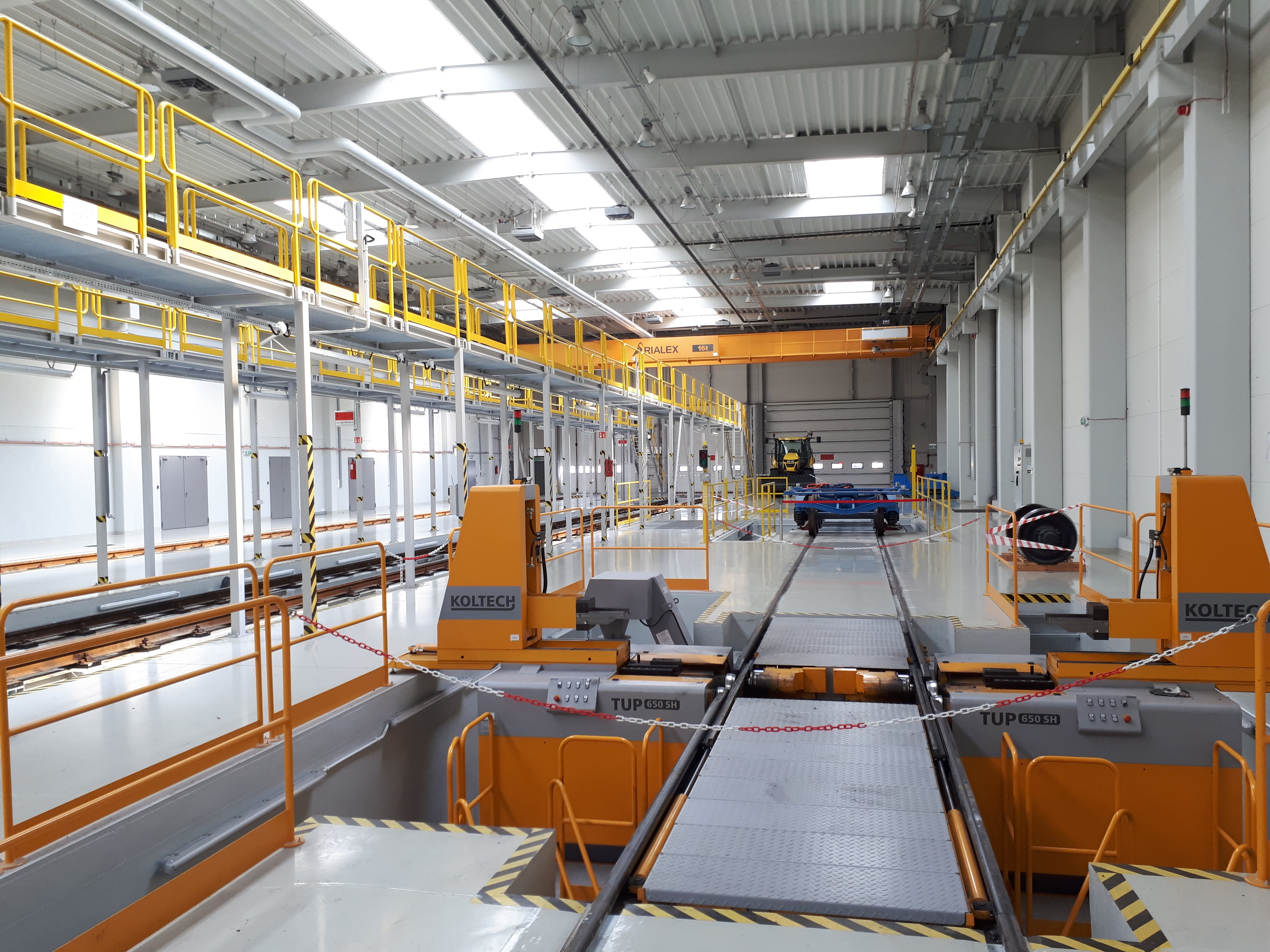
Zaplecze techniczne na Widzewie

- 18 sierpnia 2011 – Rozstrzygnięto przetarg na I etap ŁKA. Zwyciężyła oferta nr 5 złożona przez Konsorcjum w składzie: Appia Tomasz Kazalski, Piaseczno, Przedsiębiorstwo Budownictwa Inżynieryjnego i Kolejowego Sp. z o.o., Zielonka, Mostostal Infrastruktura Sp. z o.o., Warszawa, które zaoferowało najniższą cenę: 39 336 000,00 zł netto, 48 383 280,00 zł brutto[potrzebny przypis].

### 2012–2013
- 8 marca 2012 – oficjalna data rozpoczęcia budowy ŁKA[20].
- 12 września 2012 – ogłoszenie przetargu na remont linii kolejowej nr 16 na odcinku Łódź Widzew – Zgierz. Po zakończeniu inwestycji uruchomione zostały przystanki Łódź Stoki, Łódź Marysin (relokacja przystanku Łódź Radogoszcz) i Łódź Arturówek[21].
- 14 stycznia 2013 – początek remontu linii kolejowej nr 16 na odcinku Łódź Widzew – Zgierz[22].

### 2014

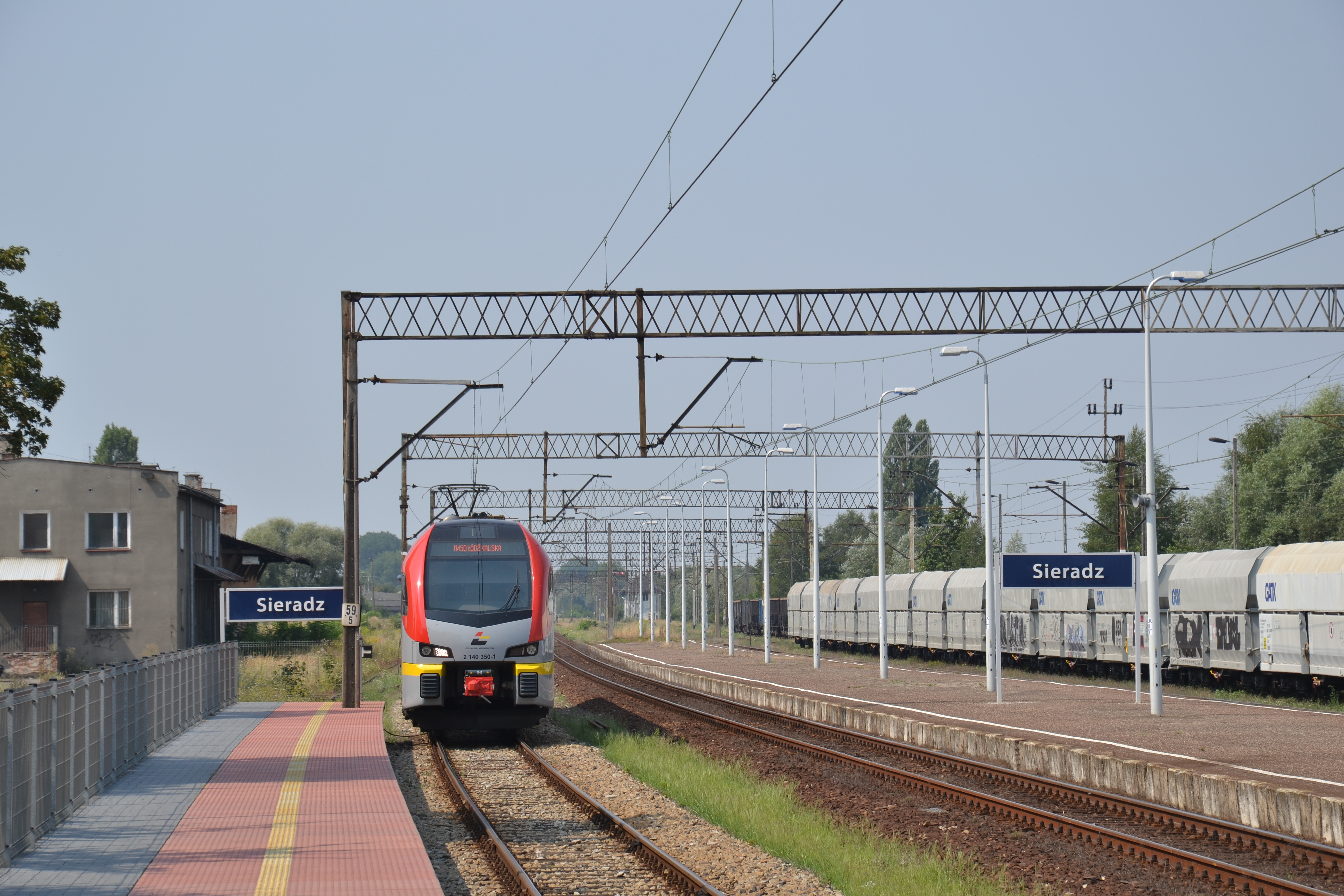
Pociąg ŁKA w Sieradzu

- 15 czerwca 2014 – rozpoczęcie przewozów na linii Łódź Kaliska – Sieradz.
- 1 września 2014 – rozpoczęcie przewozów na linii Łódź Widzew – Zgierz.
- 1 listopada 2014 – rozpoczęcie przewozów na linii Łódź Widzew – Łódź Kaliska[23].
- 14 grudnia 2014 – rozpoczęcie przewozów na liniach Łódź Widzew – Koluszki oraz Łódź Kaliska – Łowicz Główny[24].

### 2015
- 14 czerwca 2015 – rozpoczęcie przewozów na linii Łódź Kaliska – Kutno[25].
- 1 września 2015 – rozpoczęcie przewozów na linii Zduńska Wola – Zduńska Wola Karsznice Południowe[26].
- 23 listopada 2015 – likwidacja przewozów na linii Zduńska Wola – Zduńska Wola Południe z powodu dużych kosztów utrzymania i braku zainteresowania samorządu dofinansowaniem przewozów[27].

### 2016
- 4 stycznia 2016 – rozpoczęcie przewozów na linii Koluszki – Skierniewice[28].
- 13 marca 2016 – rozpoczęcie weekendowych przewozów na linii Łódź Widzew – Warszawa Wschodnia[3].
- listopad 2016 – uruchomienie internetowego systemu dynamicznej informacji pasażerskiej[29].
- 11 grudnia 2016 – na nowo otwarty dworzec Łódź Fabryczna przekierowano wszystkie połączenia z Koluszek, Skierniewic i Warszawy oraz część połączeń ze Zgierza, równocześnie na dworcu otwarto Centrum Obsługi Pasażera[30][31].

### 2017
- 28 lutego 2017 – podpisanie umowy z Newagiem na dostawę 14 trójczłonowych jednostek typu Impuls II. Dostawy mają się rozpocząć w drugiej połowie 2018 roku, a zakończyć w roku 2019[32].
- 11 kwietnia 2017 – ogłoszenie planów połączeń ŁKA po otworzeniu tunelu średnicowego w Łodzi. Większość pociągów będzie przejeżdżać przez tunel, a na linii obwodowej ma zostać uruchomiona linia ŁKA-0 z taktem 10-minutowym[33].
- 22 września 2017 – zamówienie u Stadlera, producenta pociągów FLIRT, wydłużenia dziesięciu tych dwuczłonowych jednostek o dodatkowy trzeci człon. Pierwsze trójczłonowe FLIRT-y mają wejść do eksploatacji na początku 2019 roku[34].
- 10 grudnia 2017 – zwiększenie dziennej liczby kursów na linii obwodowej z 39 do 72 wraz z wprowadzeniem nowego rozkładu. Uruchomiono także połączenia przyśpieszone ze Skierniewic do Łodzi z pominięciem niektórych stacji oraz dodatkową, siódmą parę weekendowych połączeń do Warszawy[35].

### 2018
- marzec 2018 – wprowadzenie oznaczenia numeracji miejsc we wszystkich składach ŁKA. Numerowanie miejsc nie jest wykorzystywane na liniach aglomeracyjnych, a jedynie w weekendowych pociągach ŁKA Sprinter do Warszawy[36][37].
- 18 czerwca 2018 – prezentacja pierwszego trójczłonowego Impulsa II dla ŁKA. Pojazd czekają jazdy testowe, zanim zostanie dopuszczony do eksploatacji[38].
- 3 grudnia 2018 – Impuls II po raz pierwszy kursuje z pasażerami, obsługując rozkładowe kursy na linii Zgierz – Łódź Widzew[39].
- 9 grudnia 2018 – rozpoczęcie kursowania na linii Skierniewice – Łowicz Główny[40].

### 2019
- 11 marca 2019 – rozpoczęcie kursowania na liniach Łódź Fabryczna – Tomaszów Mazowiecki oraz Łódź Fabryczna – Piotrków Trybunalski – Radomsko[41].
- 15 grudnia 2019 – przejęcie kursowania na liniach Łódź Fabryczna – Tomaszów Mazowiecki (oprócz kursów do Opoczna), Kutno – Skierniewice oraz Łódź Fabryczna – Zgierz przez Łódź Olechów[42][43][44], ze zwiększeniem ilości uruchamianych pociągów na linii Łódź Fabryczna – Piotrków Trybunalski – Radomsko[45].

### 2020
- 13 grudnia 2020 – potwierdzone przez spółkę przejęcie kursowania pociągów od spółki POLREGIO na trasach: Łódź Fabryczna – Radomsko i Łódź Fabryczna / Łódź Kaliska – Ostrów Wielkopolski[46].
- 13 grudnia 2020 – potwierdzone uruchomienie przez spółkę pociągów z Tomaszowa Mazowieckiego do stacji Drzewica. Pociągi będą częściowo skomunikowane z pociągami spółki Koleje Mazowieckie do stacji Radom Główny[46].

### 2021
- 14 marca 2021 – rozpoczęcie kursowania na linii Łódź – Kutno – Ostrowy (wybrane pociągi relacji Łódź – Kutno wydłużone zostały do stacji Ostrowy na linii kolejowej nr 18 na odcinku Kutno – Włocławek[47].
- 12 grudnia 2021 – uruchomienie codziennych połączeń kolejowych na trasie Łódź Widzew – Kutno – Włocławek oraz weekendowych w relacji Łódź – Poznań i Łódź – Radom[48].

### 2022
- 13 marca 2022 – rozszerzenie kursów Łódź Widzew – Włocławek do stacji Toruń Główny[49].
- 11 grudnia 2022 – rozpoczęcie kursowania na odcinku Tomaszów Mazowiecki – Skarżysko-Kamienna[50].

### 2024
- 15 grudnia 2024 – wznowienie kursów na trasie Łódź Fabryczna – Zduńska Wola – Częstochowa[51].
- 15 grudnia 2024 – weekendowe połączenia z Łodzi do Kielc przez Opoczno i Skarżysko-Kamienną[52].

## Tabor

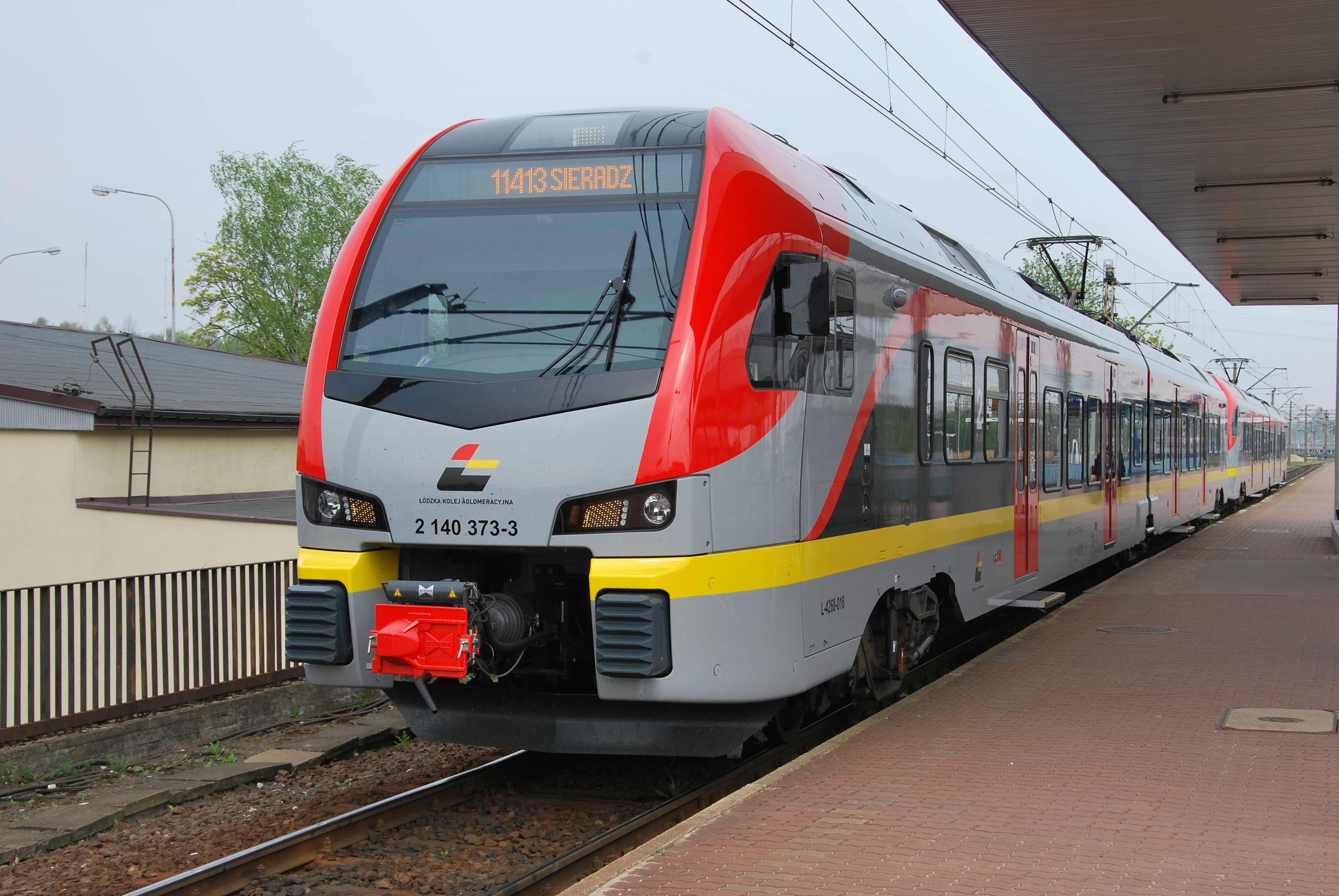
Stadler FLIRT³

| Pojazd           | Liczba sztuk | Liczba członów | Liczba miejsc siedzących | Całkowita liczba miejsc | Prędkość maksymalna | Napęd                                | Producent | Lata produkcji | Właściwości |               |
| ---------------- | ------------ | -------------- | ------------------------ | ----------------------- | ------------------- | ------------------------------------ | --------- | -------------- | --- | ------------- |
| FLIRT³ L-4268    | 10           | 2              | 120                      | 278                     | 160 km/h            | elektryczny                          | Stadler   | 2014–2015      | przewóz osób na wózkach · Internet bezprzewodowy · przewóz rowerów · gniazdka elektryczne · pojazd niskopodłogowy · klimatyzacja przestrzeni pasażerskiej · automaty biletowe | [ 53 ] [ 54 ] |
| FLIRT³ LM-4268   | 10           | 3              | 186                      | 399                     | 160 km/h            | elektryczny                          | Stadler   | 2014-2015      | przewóz osób na wózkach · Internet bezprzewodowy · przewóz rowerów · gniazdka elektryczne · pojazd niskopodłogowy · klimatyzacja przestrzeni pasażerskiej · automaty biletowe | [ 55 ]        |
| Impuls II 36WEd  | 14           | 3              | 160                      | 308                     | 160 km/h            | elektryczny                          | Newag     | 2018–2019      | przewóz osób na wózkach · Internet bezprzewodowy · przewóz rowerów · gniazdka elektryczne · pojazd niskopodłogowy · klimatyzacja przestrzeni pasażerskiej · automaty biletowe | [ 9 ] [ 56 ]  |
| Impuls II 36WEha | 5            | 3              | 160                      | 320                     | 160 km/h            | spalinowy/elektryczny (dwutrakcyjne) | Newag     | 2022           | przewóz osób na wózkach · Internet bezprzewodowy · przewóz rowerów · gniazdka elektryczne · pojazd niskopodłogowy · klimatyzacja przestrzeni pasażerskiej · automaty biletowe | [ 57 ]        |
| Regio160         | 0 z 14       | 3              | 160                      | 350                     | 160 km/h            | elektryczny                          | Pesa      | 2023–2026      | przewóz osób na wózkach · Internet bezprzewodowy · przewóz rowerów · gniazdka elektryczne · pojazd niskopodłogowy · klimatyzacja przestrzeni pasażerskiej · automaty biletowe | [ 58 ] [ 59 ] |

## Obsługiwane relacje

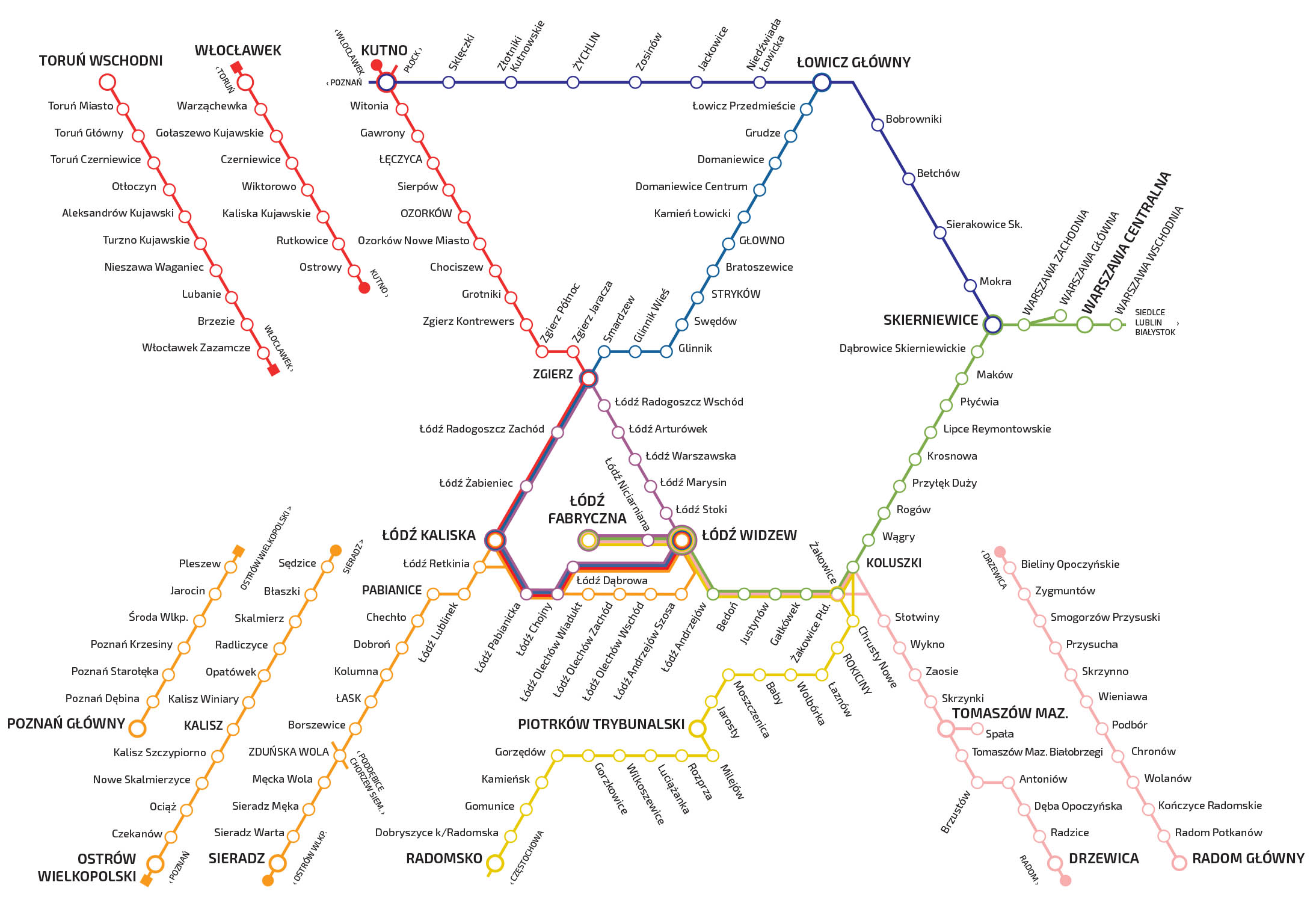
Schemat linii Łódzkiej Kolei Aglomeracyjnej (stan na dzień 10.07.2022)

ŁKA obsługuje w 2022 r. następujące relacje: 
| l.p. | W Kierunku: | Pierwsza stacja                         | przez: (ważniejsze przystanki kolejowe)                                                                                           | Ostatnia stacja             | Uwagi                                                                        |
| ---- | ----------- | --------------------------------------- | --- | --------------------------- | ---------------------------------------------------------------------------- |
| 1    | Toruń       | Łódź Widzew/Łódź Kaliska                | Łódź Marysin lub Łódź Żabieniec, następnie Zgierz, Grotniki, Ozorków Nowe Miasto, Łęczyca, Kutno, Włocławek, Aleksandrów Kujawski | Toruń Wschodni/Toruń Gł.    | Część pociągów skracana do Włocławka, Zgierza Północy lub Kutna              |
| 2    | Warszawa    | Łódź Fabryczna                          | Łódź Widzew, Koluszki, Rogów, Skierniewice                                                                                        | Warszawa Wsch./Warszawa Gł. | Cześć pociągów skracana do Koluszek, Skierniewic.                            |
| 3    | Kutno       | Skierniewice                            | Łowicz Główny | Kutno                       | Inny pociąg jadący do Kutna wymieniony także w pkt. 1.                       |
| 4    | Łowicz      | Łódź Widzew (większość)                 | Łódź Marysin lub Łódź Żabieniec, następnie Zgierz, Stryków, Głowno                                                                | Łowicz Główny               | Inny pociąg jadący do Łowicza wymieniony także w pkt. 3.                     |
| 5    | Poznań      | Łódź Kaliska/Łódź Widzew/Łódź Fabryczna | Łódź Retkinia, Pabianice, Zduńska Wola, Sieradz, Kalisz, Ostrów Wielkopolski                                                      | Poznań Gł                   | Cześć pociągów skracana do Zduńskiej Woli, Sieradza, Ostrowa Wielkopolskiego |
| 6    | Radom       | Łódź Fabryczna                          | Łódź Widzew, Koluszki, Tomaszów Mazowiecki, Drzewica                                                                              | Radom Główny                | Cześć pociągów skrócona do Drzewicy.                                         |
| 7    | Spała       | Łódź Fabryczna                          | Łódź Widzew, Koluszki, Tomaszów Mazowiecki                                                                                        | Spała                       |                                                                              |
| 8    | Radomsko    | Łódź Fabryczna (większość)              | Łódź Widzew, Koluszki, Piotrków Trybunalski                                                                                       | Radomsko                    | Cześć pociągów skrócona do Koluszek lub Piotrkowa Trybunalskiego             |

Wiele pociągów ŁKA jeździ również w tzw. linii obwodowej miasta tj. przejeżdża przez stacje w Łodzi (wyjątkiem jest stacja Zgierz, ponieważ nie da się jej ominąć jadąc pomiędzy przystankami kolejowymi Łódź Radogoszcz Wschód a Łódź Radogoszcz Zachód).

## Taryfa i integracja biletowa
Podstawowym zadaniem Łódzkiej Kolei Aglomeracyjnej jest ułatwienie mieszkańcom województwa poruszanie się po obszarze aglomeracji, dlatego też integracja biletowa pełni dużą rolę w działalności ŁKA. Podstawą oferty są standardowe odcinkowe bilety kolejowe (od stacji do stacji), wzajemnie honorowane w pociągach marki PolRegio. Można również zakupić okresowe bilety odcinkowe. Oferowane są też bilety łączone w ramach Wspólnego Biletu Samorządowego oraz Pakietu Podróżnika pozwalające na podróżowanie pociągami wielu przewoźników na jednym bilecie.
Ofertę uzupełniają bilety strefowe jednorazowe i okresowe ważne na obszarze Łodzi, Zgierza i Pabianic. Ceny biletów normalnych strefowych są identyczne z biletami na pierwszą strefę MPK Łódź i są one wzajemnie honorowane przez obie spółki. Najciekawszy z punktu widzenia integracji biletowej jest okresowy Wspólny Bilet Aglomeracyjny, który pozwala na nieograniczoną liczbę przejazdów pociągami ŁKA w obszarze wybranej strefy taryfowej oraz pojazdami MPK Łódź. Ponadto dostępne są bilety pozwalające na korzystanie z pojazdów lokalnych przewoźników autobusowych, takich jak MZK Pabianice, MUK Zgierz, ZKM Łask, MPK Zduńska Wola, MPK Sieradz oraz komunikacji w Strykowie i Głownie.